# Johann Adam Kircher
Johann Adam Kircher (* 21. März 1827 in Großenbach, Stadt Hünfeld; † 9. Juni 1906 ebenda) war ein deutscher Gutsherr und Abgeordneter des Kurhessischen Kommunallandtages des preußischen Regierungsbezirks Kassel. 

## Leben
Johann Adam Kircher wurde als Sohn des Landwirts Johann Diedrich Kircher und dessen Gemahlin Maria Elisabetha Bernhard geboren. Er war in seinem Heimatort Gutsbesitzer und wurde in dieser Eigenschaft als deren Vertreter im Jahre 1868 in den Kurhessischen Kommunallandtag des Regierungsbezirks Kassel gewählt. Dieses Parlament, das am 25. Oktober 1868 zum ersten Mal tagte, bestand aus 64 Mitgliedern. Seine Zusammensetzung knüpfte an die Kurhessische Ständeversammlung, dem Vorgängergremium, an. Mit dem Wahlgesetz von 1848 verlor der Adel seine Privilegien. An seine Stelle traten 16 Abgeordnete der Höchstbesteuerten Grundbesitzer und Gewerbetreibenden. Kircher trat 1880 erneut zur Wahl an, wurde aber nicht gewählt.